# 丹尼尔·格拉宁
丹尼尔·亚历山德羅维奇·格拉宁（俄語：Дании́л Алекса́ндрович Гра́нин；1919年1月1日—2017年7月4日），苏联的作家、社会活动家，曾任《小说半月刊》编辑、利哈乔夫国际慈善基金会董事会主席。

## 生平
1919年，出生于苏俄萨拉托夫省沃尔斯克市的护林员家庭。
1940年，毕业于列宁格勒工学院电机系。
1942年，入党。
1946年，任列宁格勒能源管理局和科学研究院。
1987年，出版作品《野牛》，介绍了苏联遗传学家尼古拉·季莫费耶夫-列索夫斯基。
1989年，为苏联最高苏维埃人民代表。
1993年，参与联署致叶利钦总统《四十二封信》。
2017年，去世。

## 作品
- 《科尔萨科夫工程师的胜利》（1949年）
- 《第二方案》（1949年）
- 《雅罗斯拉夫·东布罗夫斯基》（1951年）
- 《探索者》（1954年）
- 《婚后》（1958年）
- 《迎着雷雨》（1962年）
- 《我们营长》（1968年）
- 《有人应当》（1969年）
- 《美丽的乌塔》（1970年）
- 《石园》（1972年）
- 《异域之雨》（1973年）
- 《奇特的一生》（1974年）[6]
- 《同名者》（1975年）
- 《克拉芙季娅·维洛尔》（1976年）
- 《封锁的书籍》（1977-1981年）
- 《一幅画》（1980年）
- 《还发现一些痕迹》（1984年）
- 《野牛》（1987年）
- 《我们亲爱的罗曼·阿弗杰耶维奇》（1990年）
- 《无名之人》（1990年）
- 《逃亡俄罗斯》（1994年）
- 《恐惧》（1997年）
- 《彼得一世的昨天》（2000年）
- 《一切都不完全是那样》（2010年）
- 《我的中尉》（2011年）